# Кібера

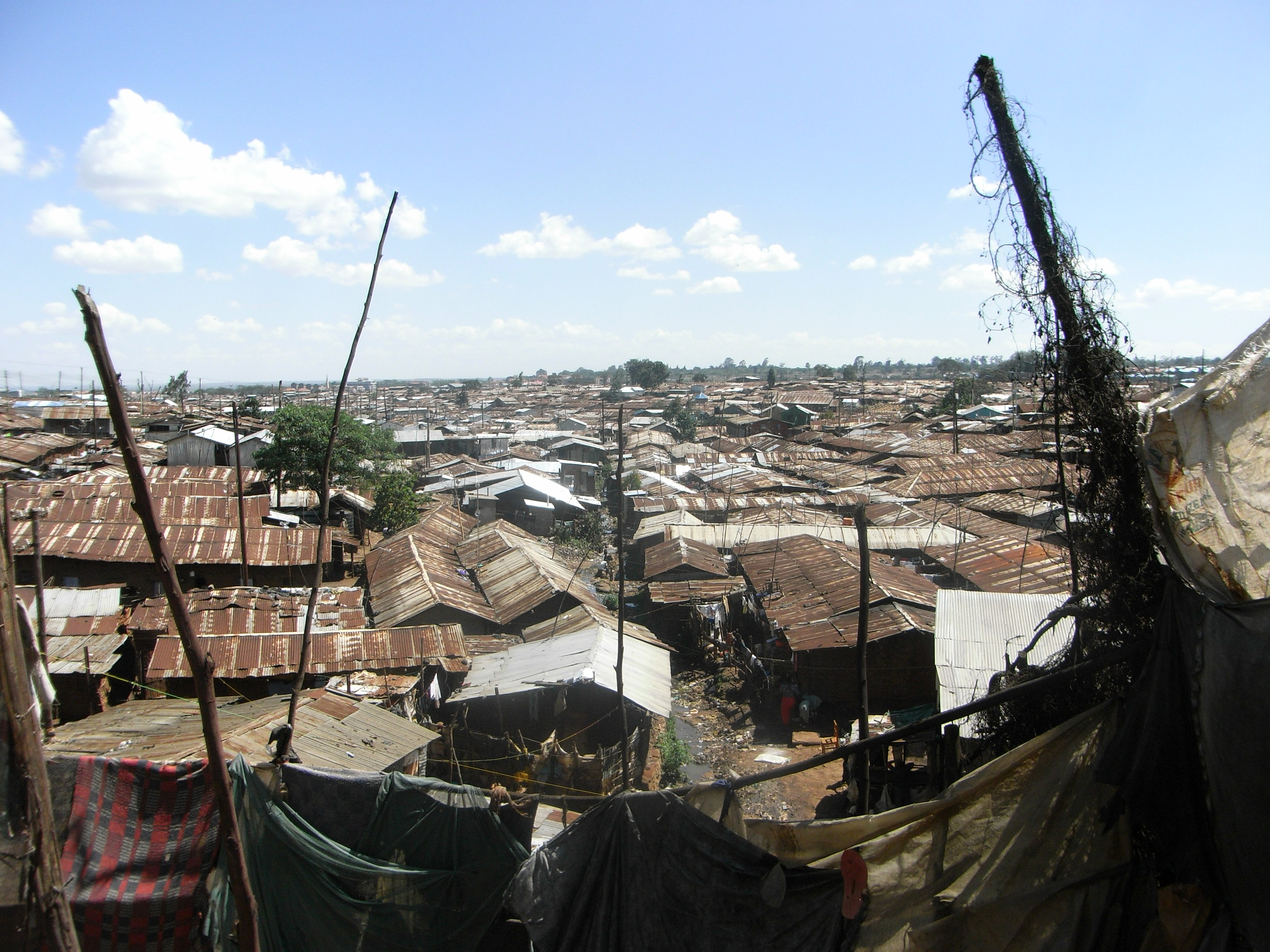
Вигляд на Кіберу

Кібера — один з районів міста Найробі, столиці Кенії. Є найбільшим масивом нетрів у Найробі, і другим за величиною в Африці, з населенням, за різними оцінками, від 600 000 до 1 200 000 чоловік, у залежності від сезону. Знаходиться приблизно за 5 кілометрів на північний захід від центра міста. Займаючи площу 2,5 км², що становить менше 1 % території міста, Кібера містить більше чверті його населення, з приблизною густиною 200 000 чоловік на км². Район поділяється на кілька селищ